# Hans Oswald (Fußballspieler)
Hans Oswald (* 7. Juni 1921) ist ein ehemaliger deutscher Fußballspieler.

## Karriere
Hans Oswald spielte Erstligafußball nach dem Zweiten Weltkrieg in der Oberliga Süd. Dort absolvierte der Verteidiger 16 Spiele für die Stuttgarter Kickers.